# لکودیستروفی
لکودیستروفی (به انگلیسی: Leukodystrophy) گروهی از بیماریها هستند که ویژگی مشترکشان تخریب ماده سفید مغز و نخاع است. معمولاً در این بیماری به دلیل اشکال در تولید میلین، سیستم عصبی بیمار تحت تأثیر قرار می‌گیرد و با گذشت زمان برخی قابلیت‌های عصبی بیمار از بین می‌رود.
از جمله این بیماریها می‌توان لکودیستروفی متاکروماتیک (MLD) که کمبود آریل سولفاتاز A هم خوانده می‌شود را نام برد که نوعی بیماری ذخیره‌ای لیزوزومی است. لکودیستروفی سلول گلوبوئید (بیماری krabbe) و لکودیستروفی آدرنال نیز از انواع لکودیستروفی هستند.
علائم عمومی بیماری کاهش قدرت عضلات، سفتی عضلات و نهایتاً کاهش شنوایی است. درمان مؤثری برای بیماری وجود ندارد.